# حرارة بلانك
في الفيزياء حرارة بلانك (TP) (بالإنجليزي:Planck temperature) هي وحدة الحرارة في نظام الوحدات الطبيعية _وحدات بلانك_

## تعريف
تعرف حرارة بلانك رياضياً كالتالي :
{\displaystyle T_{P}={\frac {m_{P}c^{2}}{k}}={\sqrt {\frac {\hbar c^{5}}{Gk^{2}}}}}
وتساوي حسابياً (71)1.416785 × 1032 كلفن
حيث أن :
mP كتلة بلانك
c سرعة الضوء في الفراغ
{\displaystyle \hbar } انخفاض بلانك ويساوي {\displaystyle \hbar \ ={\frac {h}{2\pi }}}
k ثابت بولتزمان
G ثابت الجذب العام
(71)1.416785 الرقمان بين قوسين يدلان على الخطأ القياسي في القيمة التقديرية

## أهميتها
تمثل حرارة بلانك حدا أساسيا في النظرية الكمية

## وصلات خارجية
- NIST reference: Planck temperature
- What is the opposite of absolute zero?